# 순정의 문을 열어라
"순정의 문을 열어라"는 한국에서 제작된 조긍하 감독의 1958년 영화이다. 김웅 등이 주연으로 출연하였고 최도선 등이 제작에 참여하였다.

## 출연

### 주연
- 김웅
- 박광수
- 방명숙
- 김영옥

## 기타
- 조명: 이병준
- 녹음: 이경순
- 미술: 김세라